# Paenase
Koordinaten: 58° 38′ N, 23° 10′ O
Paenase (bis 1977 Painase; deutsch Painasse) ist ein Dorf (estnisch küla) auf der drittgrößten estnischen Insel Muhu. Es gehört zur gleichnamigen Landgemeinde (Muhu vald) im Kreis Saare (Saare maakond).
Der Ort hat 19 Einwohner (Stand 31. Dezember 2011).